# لیستومانیا
لیستومانیا (انگلیسی: Lisztomania) یک فیلم زندگینامه‌ای موزیکال دربارهٔ فرانتس لیست به کارگردانی کن راسل محصول سال ۱۹۷۵ است. راجر دالتری پایه‌گذار گروه د هو نقش لیست را بازی می‌کند و موسیقی فیلم کاری از ریک ویکمن از گروه یس است که با تنظیم سینث‌سایزری آثار لیست و واگنر تهیه شده‌است. از دیگر بازیگران فیلم می‌توان به راجر دالتری، سارا کستلمن، رینگو استار و ریک ویکمن اشاره کرد.
واژهٔ «لیستومانیا» را نخستین بار هاینریش هاینه در توصیف شیدایی مخاطبان هنگام مواجهه با اجراهای لیست ابداع کرد.